# Erich Kleiber
Pour les articles homonymes, voir Erich et Kleiber.
Erich Kleiber est un chef d'orchestre autrichien, né le 5 août 1890 à Vienne (Autriche) et mort le 27 janvier 1956 à Zurich. Il est le père de Karl, devenu Carlos Kleiber, également chef d'orchestre. Erich Kleiber est considéré comme l'un des chefs légendaires du XXe siècle.

## Biographie
Il étudie d'abord la musique à Prague, où il débute en 1911 comme chef de chœurs au Théâtre national. Après avoir dirigé à Darmstadt de 1912 à 1918, puis à Wuppertal de 1919 à 1921, Mannheim en 1922 et Düsseldorf en 1923, il devient directeur musical de l'opéra de Berlin, où il crée de nombreuses œuvres, en particulier, Wozzeck l'opéra d'Alban Berg en 1925, et Christophe Colomb de Darius Milhaud en 1930. Il participe à la controverse sur Mathis le peintre de Hindemith et impose la création de la Lulu Suite, de Berg, aussitôt déclaré "art dégénéré" par les autorités nazies en 1935, ce qui entraîne sa démission. Erich Kleiber quitte alors l'Allemagne et devient chef invité à Amsterdam (de 1933 à 1938, puis 1949-1950), à La Scala de Milan (de 1935 à 1939), à Moscou, où il est le premier chef de l'Orchestre symphonique d'État de l'URSS (en 1936), au Covent Garden de Londres.
Il quitte ensuite l'Europe et s'installe avec sa famille à Buenos Aires en 1937. Son départ s'explique par le refus des autorités nazies de le laisser diriger Wozzeck d'Alban Berg, opéra qu'il considérait comme l'égal de Don Giovanni de Mozart. Il prend alors la nationalité argentine et dirige au Teatro Colón, où il eut pour corépétiteur le jeune Michael Gielen. Jusqu'en 1949, il y donne tout le répertoire allemand et en particulier Wagner. Il est aussi invité par l'Orchestre philharmonique de La Havane (de 1944 à 1947) et par l'Orchestre de la NBC (1946-1948). Il revient ensuite en Europe, dirige au Covent Garden (1950-1953), est nommé premier chef à l'Opéra de Berlin (est) en 1954, mais rompt son contrat en 1955, sans avoir dirigé une seule fois pour protester contre les interférences politiques du régime communiste.
Erich Kleiber faisait partie de la “génération dorée” des chefs d'orchestre austro-allemands, celle de Bruno Walter, Otto Klemperer, Wilhelm Furtwängler, Hans Knappertsbusch, Clemens Krauss, Fritz Busch et Karl Böhm. Comme eux, il possédait un sérieux et une dignité dans la conduite orchestrale qui le font paraître, en comparaison, moins exubérant que son fils, avec un style sans pathos et toujours très élégant. 

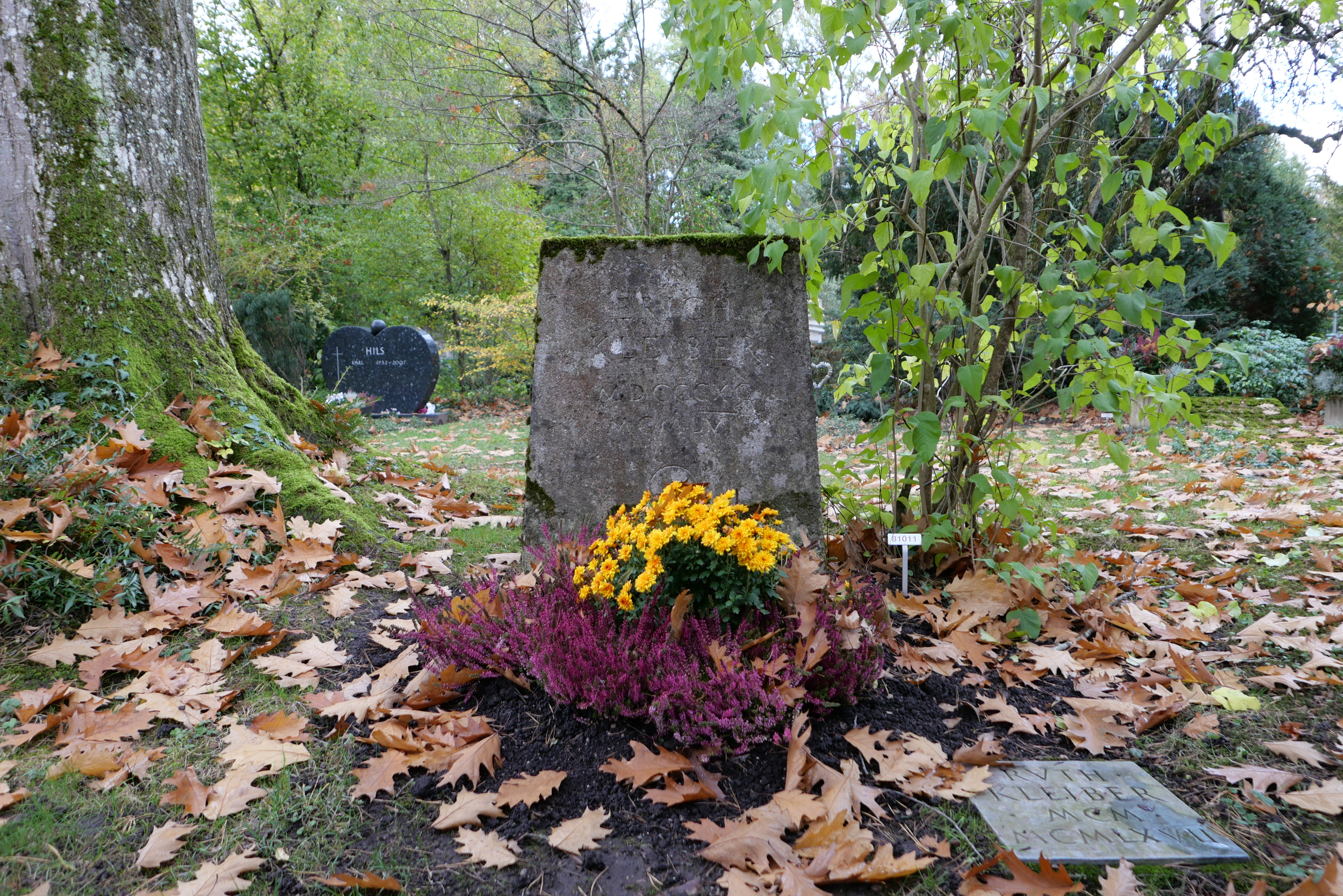
la tombe de Kleiber et de son épouse Ruth Goodrich (1900-1967) au cimetière du Hönggerberg à Zurich.

Parmi les enregistrements qu'il a laissés, ses Noces de Figaro, enregistrées en 1955  avec l'orchestre philharmonique de Vienne, Cesare Siepi, Lisa della Casa et Suzanne Danco et Le Chevalier à la Rose (Der Rosenkavalier) de Richard Strauss avec le même orchestre, Ludwig Weber, Sena Jurinac et Alfred Poell sont justement célébrées comme des versions de référence. Plusieurs versions de Tristan et Isolde, entre autres, restent mémorables. Mais le sommet de son œuvre reste sa version exceptionnelle et incomparable de la 9e symphonie de Beethoven en 1952 avec ce même orchestre philharmonique de Vienne. 
Il a aussi composé plusieurs concertos, de la musique de chambre et pour piano.
Comme celles de son fils plus tard, les circonstances de sa mort restent mystérieuses (il est possible qu'il se soit suicidé) bien que la cause officielle de son décès soit une crise cardiaque, qui reste malgré tout l'hypothèse la plus vraisemblable.